# Ercheia
Ercheia là một chi bướm đêm thuộc họ Noctuidae.

## Các loài
- Ercheia amoena L.B. Prout, 1919
- Ercheia bergeri Viette, 1968
- Ercheia careona Swinhoe, 1918
- Ercheia chionoptera Druce, 1912
- Ercheia cyllaria (Cramer, 1779)
- Ercheia designata (Warren, 1914)
- Ercheia dipterygia Hampson, 1913
- Ercheia diversipennis Walker, [1858] (đồng nghĩa: Ercheia ambidens (Felder và Rogenhofer, 1874), Ercheia zygia Swinhoe, 1885)
- Ercheia dubia Butler, 1874
- Ercheia ekeikei Bethune-Baker, 1906
- Ercheia enganica Swinhoe, 1918
- Ercheia kebea Bethune-Baker, 1906
- Ercheia latistria L.B. Prout, 1919
- Ercheia mahagonica (Saalmüller, 1891)
- Ercheia multilinea Swinhoe, 1902
- Ercheia niveostrigata Warren, 1913
- Ercheia pulchrivenula Gaede, 1938
- Ercheia pulchrivena (Walker, 1864)
- Ercheia quadriplaga (Walker, 1865)
- Ercheia scotobathra A.E. Prout, 1926
- Ercheia spilophracta Turner, 1933
- Ercheia styx Bethune-Baker, 1906
- Ercheia subsignata (Walker, 1865) (đồng nghĩa: Ercheia periploca Holland, 1894)
- Ercheia umbrosa Butler, 1881
- Ercheia zura Swinhoe, 1885